# Bill Berry (Jazzmusiker)
William R. „Bill“ Berry (* 14. September 1930 in Benton Harbour (Missouri); † 13. Oktober 2002 in Los Angeles) war ein US-amerikanischer Jazz-Trompeter, Kornettist und Bandleader. 

## Leben und Wirken
Bill Berry studierte nach Ableistung seines Militärdienstes bei der Air Force ab 1955 am Cincinnati College of Music und am Berklee College of Music bei Herb Pomeroy. Berry arbeitete danach in den Big Bands von Woody Herman und Maynard Ferguson, mit dem er 1961 die Sängerin Chris Connor begleitete (Two's a Company). Von 1961 bis 1964 war er Mitglied im Duke Ellington Orchestra (so zu hören auf Recollections of a Big Band Era, 1962), trat aber auch mit dem Billy Strayhorn Orchester (1961) und der Big Band von Milt Jackson (1963) auf. Als Mitglied des Sextetts von Coleman Hawkins wirkte er an dessen Impulse!-Album Wrapped Tight (1965) mit; 1966 gehörte er zum Earl Hines Orchester. Danach war er einer der Gründer des Thad Jones/Mel Lewis Orchestra, in dem er von 1966 bis 1968 spielte, leitete daneben seine New York Big Band und arbeitete als Studiomusiker. 
Im Jahr 1971 zog er nach Los Angeles, wo er die L.A. Big Band gründete; außerdem ging er mit Louie Bellson auf Tournee und arbeitete im Rahmen des Monterey Jazz Festivals an der Nachwuchsförderung. Mit den dort gebildeten Monterey Jazz Festival High School All Stars war er auf Tournee in Japan. Ende der 1970er Jahre arbeitete er außerdem mit Frank Capp, Rosemary Clooney, Scott Hamilton und Nat Pierce; in dieser Zeit arbeitete er außerdem mit seiner L.A. Big Band, in der u. a. Cat Anderson, Blue Mitchell, Britt Woodman, Jimmy Cleveland, Jack Sheldon, Marshall Royal, Jack Nimitz und Frank Capp spielten. Mit seiner Bigband begleitete er 1976 die Sängerin Ernestine Anderson; 1991 führte er mit ihr auch die von Andrew Homzy und ihm rekonstruierte Ellington-Show Jump for Joy wieder auf. Berry hatte in dieser Zeit auch ein Quintett bzw. Septett, u. a.  mit Mundell Lowe, Lew Tabackin, Bill Watrous und Monty Budwig. Ende der 1990er arbeitete er noch mit Jane Jarvis.

## Diskographische Hinweise
- Bill Berry's L.A. Big Band - Hello Rev. (Concord, 1977)
- Billy Berry Quintet/Septet: Shortcake (Concord, 1978)